# Prosopogryllacris cylindrigera
Prosopogryllacris cylindrigera är en insektsart som först beskrevs av Heinrich Hugo Karny 1926.  Prosopogryllacris cylindrigera ingår i släktet Prosopogryllacris och familjen Gryllacrididae. Inga underarter finns listade i Catalogue of Life.